# Rapla vald
Rapla vald er en landkommune (estisk: vald) i amtet Raplamaa i Estland.
Kommunen har et areal på 859 km2
og et befolkningstal på 13.453 (2023) indbyggere. Hovedbyen er Rapla og derudover findes de tre lidt større byer Alu, Hagudi og Kuusiku samt en række landsbyer.